# 台北市区計画
台北市区計画（たいほくしくけいかく）とは、日本統治時代の台湾 における1899年（明治32年）に公布された台北最初の全市的な都市計画（当時の言葉で市区計画）であり、1932年（昭和7年）の全面改正まで効力を有した計画である。この計画は、台北の衛生改善（上下水道の整備）とセットで行われた。

## 本計画前の台北の状況
1895年（明治28年）当時、台湾ではマラリア、ペストが流行し、市街地の衛生状態は極めて劣悪であった。市街地の道路は狭隘で曲がりくねっていた。多くの家屋は土干し煉瓦造であり、下水は道路上に排出され、地下に汚水が浸透していた。このため阿片対策と並んで都市の環境衛生環境問題は台湾統治初期における最優先課題であった。

## ウィリアム・K・バートンの報告書
1896年（明治29年）に台湾総督府衛生顧問に就任した後藤新平は、同年7月、内務省雇技師ウィリアム・K・バートン（William Kinninmond Burton, 1856年 - 1899年）を上下水道整備調査のため、台湾に派遣した。バートンは、翌1897年（明治30年）4月に以下の内容の報告書を提出した。
1. (1) 台北、(2) 基隆、(3) 台南、安平、澎湖島、嘉義などの順で速やかに衛生工事を必要とする。
2. 台北では水源を至急選定すべきであるが、在来の井戸を活用するため下水工事を優先すべきである。
3. そのために第一に台北市街設計図を作成し、幅員を定め道路を開削し、これに付随する下水道を同時に付設すべきである。

総督府は、このバートンの提案を受け入れた。台北では1885年（明治28年）より下水道工事が行われており、さらにその後、1907年より新店渓を水源とする上水道工事（台北水道）が行われていたが、これと道路の拡幅を併せて進めることを得策と判断されたのである。

## 台北市区計画の概要
後藤新平の台湾着任の翌月すなわち1898年（明治31年）4月、台湾総督府内に台北市市区改正委員会が設置され、正式に都市計画の調査立案がされた。その概要は以下のとおりである。
- 将来人口について、25年後の1929年（昭和4年）に15万人に達すると予測していた（実際は予測を上回り1920年（大正9年）には人口17万人に達した）。
- 街路系統は、南北の幹線道路と大稲埕と城内を結ぶ東西の幹線道路を基準とし、街区は80間×40間の長方形とした。台北の風向は東風が多いため街路を東西方向よりも少し東北に振り、各街区の風を受ける面積を多くし、光線を十分に受けるように配慮した街路網が設計されている。
- 艋舺（萬華；「ばんか」の古称）、大稲埕では、在来道路を無視する道路新設は経費がかかるため、在来道路をなるべく利用し、改良している。
- 城壁は撤去し、その跡地は幅員25～40間の遊歩道路とした。幅3メートルの植樹帯を二列設け、中央は車道、両側は歩道とした。車歩道が計3列あるため「三線道路」と呼ばれる。城壁撤去に伴い当初は城門も撤去されることになっていた。実際西門は取り壊されたが、残りの四つの城門（北門、小南門、東門、南門）は児玉源太郎総督と後藤長官の指示により、都市のランドマークと文化財として全て保存されることになった[1]。

## その後の展開
三線道路の開通後、台湾城内の中国式官公所もすべて撤去され、近代建築が続々と建築された。
- 1901年（明治34年）台湾総督府官邸（現、台北賓館）
- 1908年（明治41年）鉄道ホテル・台湾日日新報本社（現、台湾新生報）
- 1915年（大正4年）総督府博物館（現、国立台湾博物館）・台北州庁
- 1916年（大正5年）台北医院（現、台大医学部附属病院）が改築される。同医院は、1895年に台湾病院が運営を始め，1898年に台湾総督府台北医院と改称したもの[5]。
- 1919年（大正6年）台湾総督府（現、中華民国総統府）
- 1926年（大正15年）台北郵便局
- 1928年（昭和3年）台北帝国大学（現、国立台湾大学）
- 1929年（昭和4年）台北放送局（現、台北二二八紀念館）